# В'язівок (річка)
В'язіво́к — річка в Україні, в межах Юр'ївського та Павлоградського районів Дніпропетровської області. Права притока Самари (басейн Дніпра).

## Опис
Довжина 31 км, площа водозбірного басейну 277  км². Похил річки 1,9 м/км. Долина завширшки 1,5—2 км. Річище звивисте, береги пологі. Влітку дуже мілії, інколи під час літніх дощів розливається. Зарегульована ставами. Використовується на сільськогосподарські потреби.

## Розташування
В'язівок бере початок біля села Чаплинка. Тече спершу на південь, далі — на південний схід, потім знову на південь, у пригирловій частині — на південний захід. Впадає до Самари на південний схід від села В'язівок.

## Притоки
Праві: балка Міленська.
Ліві: балка Гуланова, Брусіва, Водяна, Широка.

## Населені пункти
Над річкою розташовані такі села (від витоків до гирла): Чаплинка, Олександрівка, Оленівка, Сергіївка, Новов'язівське (найбільше село), Зарічне, В'язівок.